# Политический заключённый

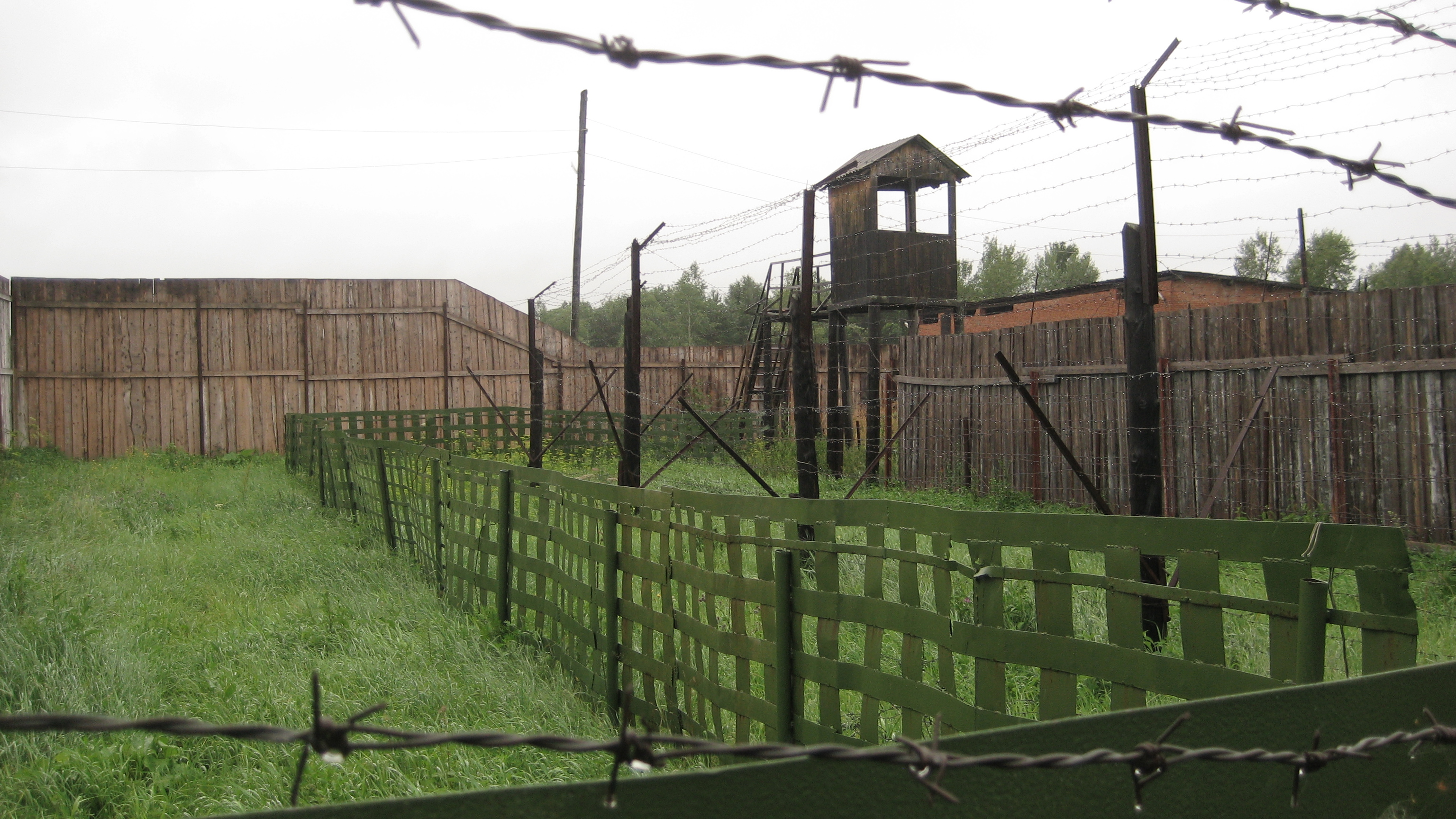
На фото: «Пермь-36», ИТК строгого режима для «особо опасных государственных преступников» (ставшая музеем репрессий). Последний политический заключённый был освобождён из неё в декабре 1987 года

Полити́ческий заключённый (сокращённо политзаключённый, политзэ́к) — лицо, находящееся под стражей, в ссылке или отбывающее наказание в виде лишения свободы, а также заведомо ошибочно диагностированное и направленное на принудительное лечение в психиатрическую больницу, в деле которого присутствует явная политическая составляющая, например, оппозиция действующей власти как в виде действий ненасильственного характера, так и в виде вооружённой борьбы, а также некоторые спорные случаи, связанные с занимаемой гражданской позицией, религиозными воззрениями или неудавшимися попытками бегства за границу (включая так называемые «страны соцлагеря») для получения там политического убежища различными способами.
Политическим заключённым может быть как арестованный по обвинению в действиях политического характера, так и по другим, ложным, обвинениям.

## Общий статус
Вплоть до окончания Второй мировой войны как международное, так и внутреннее право многих государств допускало преследования по политическим и религиозным мотивам. Принятая при создании ООН Всеобщая декларация прав человека определила:
Каждый человек должен обладать всеми правами и всеми свободами, провозглашёнными настоящей Декларацией, без какого бы то ни было различия, как-то: в отношении расы, цвета кожи, пола, языка, религии, политических или иных убеждений, национального или социального происхождения, имущественного, сословного или иного положения. (Глава 2.)
Таким образом, наличие преследований по политическим и иным убеждениям стало противоречить международному праву. Тем не менее, во многих государствах мира применяются различные репрессивные меры к лицам, ставшим неугодными властям по своим убеждениям или действиям.

## Терминология
В законодательстве и государственных нормативных документах Российской Федерации термин политический заключённый не определён. В царской России статус политического заключённого был определён на государственном уровне. Так, 6 апреля 1904 министром юстиции были утверждены «Правила о содержании в тюрьмах гражданского ведомства политических арестантов». Две революции 1917 года в России внесли значительный вклад в оправдание и освобождение одних категорий политических заключённых и создание новых.
Наиболее последовательно позицию по политическим заключённым отстаивают авторитетные международные неправительственные организации, такие, как «Международная амнистия» (англ. «Amnesty International»). В документах этой организации термин определяется следующим образом:

Политическим заключённым называется любой заключённый, в деле которого присутствует весомый политический элемент. Таковым могут быть: мотивация действий заключённого, сами действия либо причины, побудившие властей отправить его за решётку.
Во многих странах политических заключённых осуждают с нарушением международных норм судопроизводства. В некоторых странах их годами, даже десятилетиями, держат в предварительном заключении без суда и следствия. МА требует, чтобы все политические заключённые предстали перед справедливым судом в разумные сроки, в соответствии с международно признанным правом заключённых на скорый и справедливый суд либо немедленное освобождение.
Когда говорят «политический заключённый», имеются в виду как узники совести, так и лица, прибегшие к уголовно наказуемому насилию, либо обвинённые в совершении других видов преступлений, например, вторжении в частные владения или причинении ущерба чужой собственности по политическим соображениям. Однако МА требует незамедлительного и безоговорочного освобождения только для узников совести.

МА не пользуется термином «политический заключённый» для обозначения какого-либо особого статуса задержанного или чтобы показать, что движение имеет какую-либо точку зрения в отношении политических целей заключённого. МА не выступает ни за, ни против взглядов людей, в защиту которых проводится кампания, а также никак не оценивает необходимость вооружённых действий в политическом конфликте.
«Международная амнистия» отличает политических заключённых в целом от узников совести.
В 2012 году Парламентская ассамблея Совета Европы приняла резолюцию с определением понятия политического заключённого:

Лицо, лишенное личной свободы, должно считаться «политическим заключенным»:
a. если лишение свободы было применено в нарушение одного из основных прав, гарантированных Европейской конвенцией по правам человека (ЕКПЧ) и Протоколами к ней, в частности, свободы мысли, совести и религии, свободы выражения мнения и информации, а также свободы собраний и объединений;
b. если лишение свободы было применено по явно политическим причинам без связи с каким-либо правонарушением;
c. если по политическим мотивам продолжительность заключения и его условия являются явно несоразмерными по отношению к правонарушению, в котором лицо было признано виновным или подозревается;
d. если по политическим мотивам лицо лишено свободы на дискриминационной по сравнению с другими лицами основе; или
e. если лишение свободы является результатом очевидно несправедливого разбирательства, что, как представляется, связано с политическими мотивами властей.

## Правозащитная деятельность в мире
Официальное признание наличия в том или ином государстве политических заключённых предполагает заявление о нарушениях международного права и политической ангажированности судебного и иных репрессивных механизмов, поэтому в странах, где нарушаются права человека, используют различные способы сокрытия правдивой или создания ложной информации о причинах преследований.
По докладам, которые готовила «Международная амнистия» до 2004, политические заключённые были в десятках стран, включая Россию. После 2004 года в этой организации проходят изменения существа деятельности. Термин «политический заключённый» ею практически более не используется, при этом официально заявляемые причины подвергаются значительной критике за отход от принципов защиты прав человека. Несмотря на такие изменения в официозе, термин продолжает широко применяться. В частности, СМИ применяют этот термин к китайскому активисту Яну Чунлиню, осуждённому к 5 годам тюремного заключения за участие в движении «Нам не нужны Олимпийские игры — дайте нам права человека!». В разных странах ведутся списки политических заключённых.

## Нацистская Германия

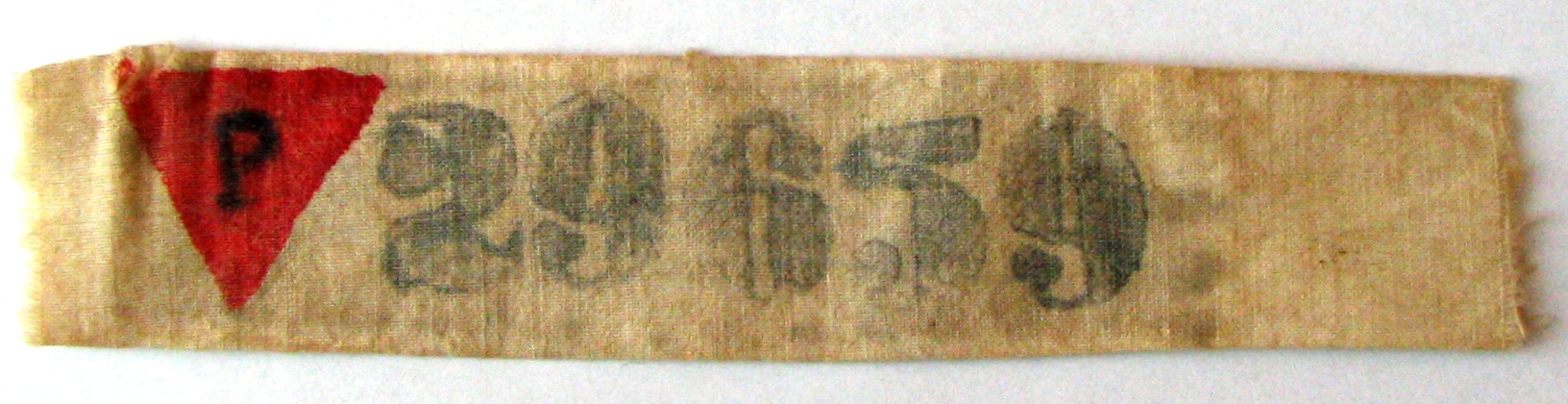
Пометка заключённой 29659 — Lidia Główczewska.
P на красном треугольнике — политический заключённый польской национальности. Концлагерь Штутхоф

Среди узников концлагерей официально выделялись политзаключённые. На одежде они носили треугольник красного цвета. К ним относились коммунисты, члены профсоюзов, либералы, социал-демократы, масоны и анархисты; а также лица, отказавшиеся от несения военной службы, включая часть свидетелей Иеговы.

## Российская империя
В Российской империи существовал официальный статус политического заключённого. В XIX веке статус политического заключённого определялся «Уложением о наказаниях уголовных и исправительных». После Февральской революции, 3 марта 1917 года Временное правительство приняло декларацию, где среди прочих пунктов был пункт о полной амнистии всем политическим заключённым.

## СССР
В 1986—1987 гг. по инициативе М. С. Горбачёва из тюрем, лагерей и ссылок выпускаются сотни политзаключённых, подследственных и ссыльных, включая академика Сахарова. Многие диссиденты получают право на выезд из страны, некоторые возвращаются в СССР из вынужденной эмиграции. Ряд диссидентов включаются в политическую жизнь, становятся депутатами СССР (А. Д. Сахаров) и РСФСР (Р. И. Пименов, М. М. Молоствов), возобновляется деятельность организаций (МХГ).
24 июля 2018 года в Магадане в возрасте 89 лет скончался последний политический заключённый сталинских лагерей В. И. Ковалёв. Кончина Ковалёва привлекла внимание мировой прессы.

### День политзаключённого в СССР
30 октября 1974 в Дубровлаге политическими заключёнными К. А. Любарским и А. Г. Мурженко был подготовлен план по установлению 30 октября Дня политзаключённого в СССР. Эта идея широко распространилась по местам лишения свободы и в среде бывших политических заключённых и правозащитников.
В 1991 г. этот день получил название «День памяти жертв политических репрессий». 30 октября 2006 ряд российских правозащитных и политических организаций выступили с заявлением о том, что переименование в «День памяти» было сделано преждевременно из-за появления и быстрого роста числа политических заключённых в России.

## Россия
Российские власти утверждают, что в стране нет политзаключённых. Тем не менее, многие правозащитники, оппозиция, ряд экспертов и СМИ обвиняют российские власти в том, что в стране есть политические заключенные.
По данным издателей «Хроники текущих событий», в августе 2015 года в списке политзаключенных находились 218 человек. Из них непосредственно за участие в политической деятельности репрессирована примерно треть — 62 человека. Среди других категорий — люди участвовавшие в деятельности некоммерческих организаций, в частности, экологи, преследуемые за записи или репосты в Интернете. Самая большая категория (более 90 человек) — это те, кто преследуются за религиозные убеждения.
Опубликованный на сайте «Союза солидарности с политзаключёнными Архивная копия от 28 сентября 2011 на Wayback Machine» список политзаключённых и/или преследуемых по политическим мотивам на 15 апреля 2017 года насчитывал 108 человек, находящихся под стражей или домашним арестом, и 25 — подвергающихся уголовному преследованию без содержания под стражей. Всего с 2008 года организация признала политзеками 368 человек.
Независимый правозащитный проект «Поддержка политзаключённых. Мемориал», продолжающий деятельность программы «Поддержка политзаключённых и других жертв политического преследования» Правозащитного центра «Мемориал» после его ликвидации в 2022 году, по состоянию на 10 июля 2025 года считает политзаключёнными в России 1006 человек. 
С тем, что в России есть политзаключённые, согласны 44 % россиян (данные «Левада-центра» от 6 мая 2013 года).
О политзаключенных в России сообщала также «Международная амнистия». В частности, организация заявляла, что Михаил Трепашкин является политическим заключённым. 26 апреля 2004 «Международная амнистия» заявила, что российский учёный Игорь Сутягин является политическим заключённым.
22 мая 2008 года группа правозащитников обратилась к Президенту России Д. А. Медведеву с открытым письмом, прося помилования для 15 человек, которых они считают политзаключёнными. В содержащийся в «Открытом письме» список вошли 13 человек.
Обращение поддержали бывший президент Чехословакии Вацлав Гавел, философ Андре Глюксман, председатель Федерального политсовета Партии «Союз правых сил» Н. Ю. Белых и почётный член ПАСЕ, бывший депутат Бундестага Рудольф Биндиг. В данный список, однако, не вошли десятки людей, приговорённых к лишению свободы, по мнению некоторых правозащитников, по политическим мотивам.
В ноябре 2009 г. список политзаключённых пополнился Иреком Минзакиевичем Муртазиным. Был осуждён на 1 год 9 месяцев лишения свободы за разжигание социальной розни в адрес властей Татарстана.
8 февраля 2012 представители оппозиции принесли в администрацию президента России список лиц, которые, по их мнению, являются политзаключёнными и должны быть помилованы. В списке 38 фамилий.
20 февраля 2012 года президент Дмитрий Медведев провел встречу с руководителями незарегистрированных политических партий, по итогам которой дал поручение Генеральной прокуратуре провести анализ законности и обоснованности обвинительных приговоров по списку из 32 фамилий (выбранных из вышеуказанного списка 38-ми).
18 июля 2013 года судья Ленинского районного суда города Кирова Сергей Блинов приговорил по так называемому делу Кировлеса общественного деятеля Алексея Навального к пяти годам лишения свободы и проходящего по этому делу предпринимателя Петра Офицерова, отказавшегося давать ложные показания на Навального — к четырём годам и постановил взять подсудимых под стражу немедленно, до вступления приговора в законную силу. Правозащитные организации Amnesty International, Human Rights Watch и «Мемориал» признали Навального и Офицерова политзаключёнными, отметив недоказанность обвинений и предопределённость обвинительного приговора. Оппозиция, ряд экспертов, некоторые западные и российские средства массовой информации также назвали это дело политическим.
19 декабря 2018 года Госдума РФ приняла пакет законов о декриминализации репостов в соцсетях. При этом поправки в законодательство имеют обратную силу: все ранее вынесенные приговоры должны быть отменены, а заведенные дела — прекращены.
27 декабря 2018 года Президент России Владимир Путин подписал закон, предусматривающий частичную декриминализацию 282 статьи Уголовного кодекса РФ (включая репосты в социальных в сетях). Уголовное наказание будет теперь наступать только в том случае, если гражданин ранее привлекался к административной ответственности за аналогичное деяние в течение одного года. Если нарушение происходит в первый раз, то оно подлежит наказанию в рамках КоАП.

### Алексей Соколов
13 мая 2009 года в Екатеринбурге сотрудниками оперативно-розыскного бюро МВД был задержан правозащитник Алексей Соколов. Ему предъявили обвинение в разбойном нападении, совершённом в июне 2004 года. На следующий день 14 мая Верх-Исетский райсуд Екатеринбурга избрал меру пресечения обвиняемому в виде содержания под стражей, с тех пор Алексей Соколов находится в СИЗО № 1 города Екатеринбурга. Обвинение основывается на свидетельских показаниях, данных против Соколова человеком, уже находящимся в колонии и отбывающим наказание. 26 мая Алексей Соколов объявил голодовку протеста.

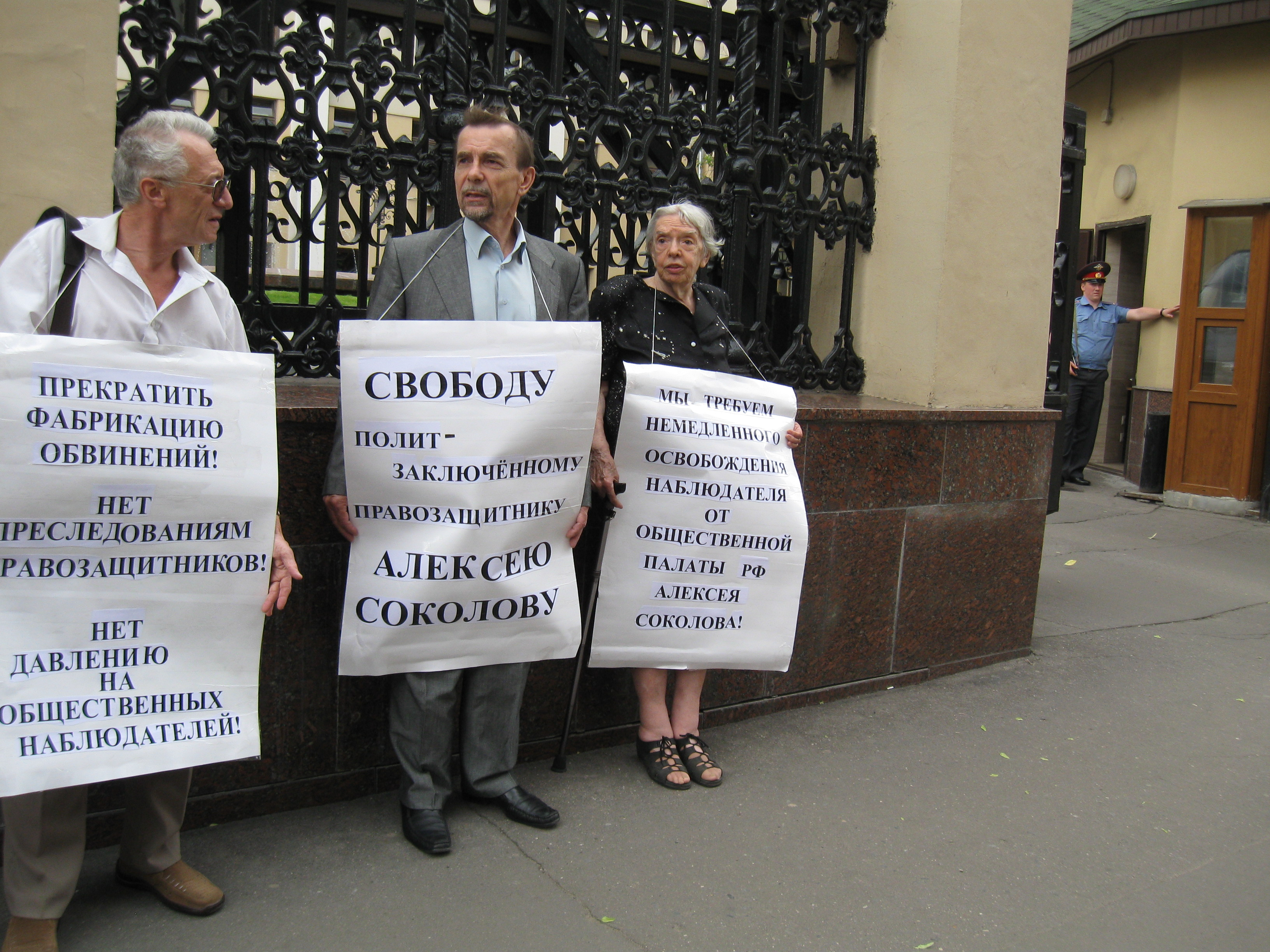
Валентин Гефтер, Лев Пономарёв, Людмила Алексеева у здания Генпрокуратуры РФ

Известные правозащитники и общественные деятели России считают Алексея Соколова политическим заключённым и выступили с требованием его немедленного освобождения. В открытом обращении правозащитников, под которым поставили свои подписи несколько сотен граждан России говорится:

Мы выражаем свой решительный протест в связи с тем, что в последние дни правоохранительные органы на Урале начали настоящую охоту на правозащитников, активно выступающих против нарушений прав заключённых. <…>

Мы убеждены, что обвинение по событиям пятилетней давности носит отчётливо заказной характер, а решение суда об аресте правозащитника Алексея Соколова обусловлено его общественной и профессиональной деятельностью. Поэтому мы считаем Алексея Соколова политическим заключённым и требуем его немедленного освобождения.
20 мая 2009 года в защиту Алексея Соколова выступила международная правозащитная организация Amnesty International. 3 июня 2009 года правозащитники Людмила Алексеева (председатель МХГ, Фонд «В защиту прав заключённых»), Лев Пономарёв (ООД «За права человека»), Валентин Гефтер (Институт прав человека) и жена арестованного правозащитника Алексея Соколова Гузель Соколова пикетировали Генеральную прокуратуру РФ с требованиями: «Прекратить фабрикацию обвинений!», «Свободу политзаключённому Алексею Соколову!» и др.
18 августа 2010 г. Екатеринбургский областной суд, рассматривая кассационную жалобу защитников Соколова, уменьшил ему приговор на два года. 27 июля 2011 года Алексей Соколов получил условно-досрочное освобождение.

### Сергей Мохнаткин
11 января 2010 года против Сергея Мохнаткина было возбуждено уголовное дело по части 2 статьи 318 Уголовного кодекса Российской Федерации (применение насилия в отношении представителя власти). 9 июня 2010 года Сергею Мохнаткину приговор — два года и шесть месяцев лишения свободы в колонии общего режима.

### Игорь Изместьев
12 января 2011 г. в ходе заседания правления «Комитет за гражданские права» заявил, что бывший член Совета Федерации И. Изместьев, осужденный к пожизненному лишению свободы за организацию ряда убийств и другие преступления, был «отправлен в места лишения свободы из соображений политической конъюнктуры», а его дело носит ярко выраженный «заказной» характер.

### Михаил Ходорковский
Ряд[кто?] российских правозащитников считал Михаила Ходорковского политическим заключённым. Международная Амнистия признала Ходорковского узником совести.

### «Болотное дело»
Ряд обозревателей (например, политолог Кирилл Рогов, а также организация «Amnesty International» оценивал процесс как «политический». Дело известно как крупнейшее уголовное дело против участников протестного движения в 2011—2013 гг..

### Алексей Навальный

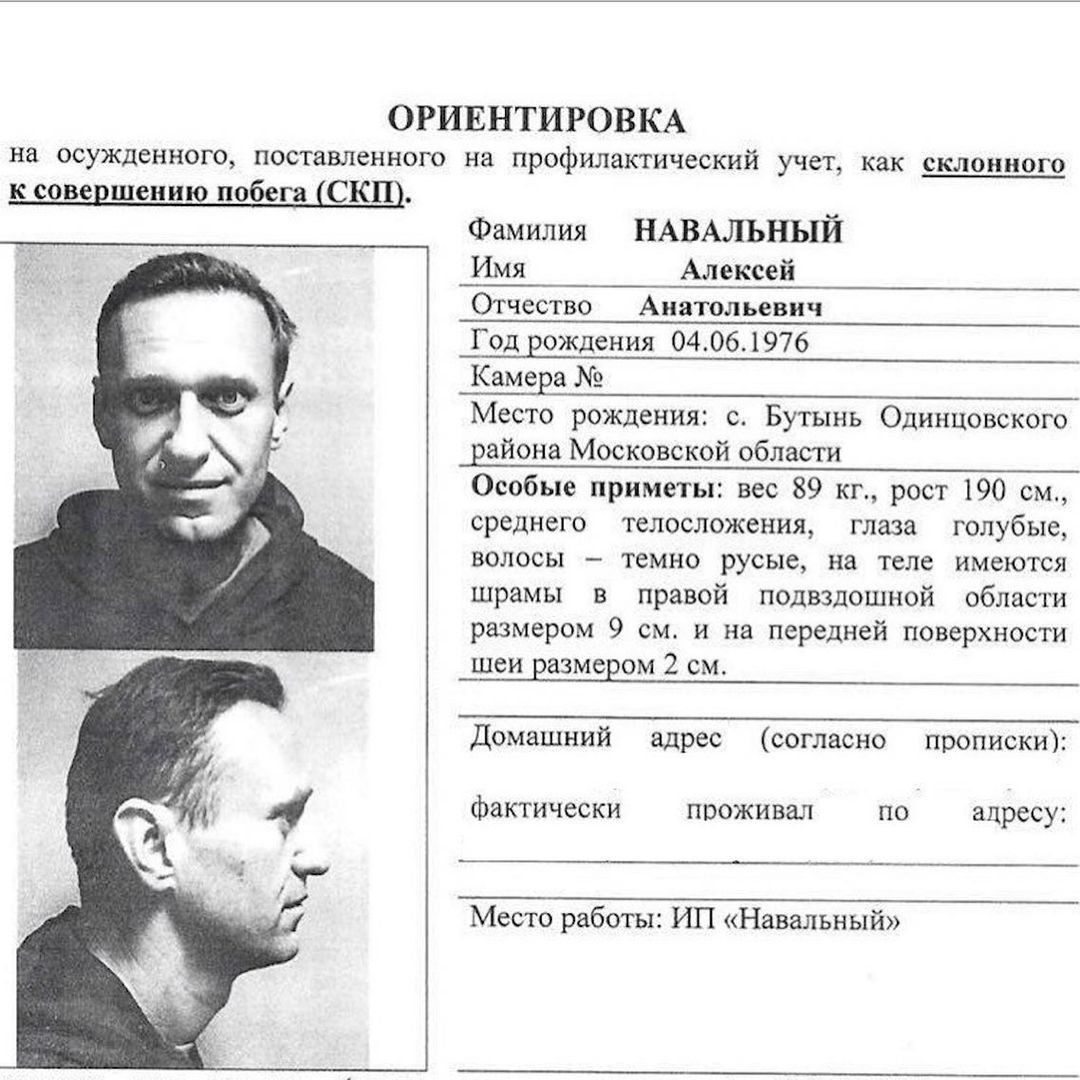
Фотокопия учётной карточки Алексея Навального из московского СИЗО «Матросская тишина», где он содержался в начале 2021 года после ареста и до этапирования в колонию

Оппозиционный лидер Алексей Навальный за всю историю своей политической деятельности многократно преследовался государством по уголовным, административным и гражданским делам. Хотя власти последовательно отвергают обвинения в фабрикации и провокации дел против Навального, его сторонники и некоторые международные организации расценивают заведённые на него дела как способ политического давления.
В 2013 году Навальный (вместе с предпринимателем Петром Офицеровым) был приговорён к 4 годам лишения свободы условно (первоначально — реально) по делу «Кировлеса». В 2016 году ЕСПЧ признал, что Навального и Петра Офицерова судили за деяния, которые невозможно отличить от обычной предпринимательской деятельности, а также отметил связь уголовного преследования и антикоррупционной деятельности политика, хоть и не назвал дело политически мотивированным. Условная судимость по этому делу послужила формальной причиной недопуска Алексея Навального на президентские выборы 2018 года.
В 2014 году Навальный был приговорён к 3,5 годам лишения свободы условно по делу «Ив Роше», а его брат Олег Навальный — к реальному сроку той же величины. В 2017 году ЕСПЧ постановил, что приговор был произвольным и необоснованным, а в 2019 году признал домашний арест Навального политически мотивированным. В 2017 году испытательный срок по делу был продлён до 30 декабря 2020 года.
28 декабря 2020 года ФСИН потребовала от Навального, проходящего в Германии реабилитацию после отравления, явиться на следующий день в 9 утра в уголовно-исполнительную инспекцию в Москве для проведения регистрации. В противном случае ФСИН намеревалась ходатайствовать о замене условного срока на реальный, что впоследствии и произошло. Сторонники политика расценили действия службы исполнения наказаний как попытку давления на Алексея Навального в связи с его скорым возвращением в Россию, особо отмечая, что о розыске оппозиционера было объявлено всего за два дня до истечения испытательного срока по делу «Ив Роше».
При возвращении в Россию 17 января Навальный был задержан ФСИН в аэропорту Шереметьево, куда рейс «Победы» с политиком на борту был перенаправлен «по техническим причинам» из Внуково, где его изначально собирались встречать сторонники и коллеги. После задержания политик был доставлен в химкинский отдел полиции, где на следующий день прошло выездное заседание суда, на котором его задержание было продлено до 30 суток. После процесса Навальный был помещён в СИЗО «Матросская тишина». Критику вызвали как само заседание, прошедшее в отделе полиции (что является исключительно редкой практикой), так и решение суда о заключении Навального под стражу по спорной юридической процедуре.
2 февраля суд изменил Навальному условный срок на реальный и отправил в колонию на 2 года 8 месяцев (с учётом срока, проведённого политиком под домашним арестом). После приговора оппозиционер был объявлен политзаключённым.
Алексей Анатольевич Навальный был убит предположительно 16 февраля 2024 года в исправительной колонии особого режима «Полярный волк» (ИК-3) в посёлке Харп Ямало-Ненецкого автономного округа.

### С 2022 года
Резолюция Европарламента от 24 апреля 2024 года содержала призыв к немедленному и безусловному освобождению политических заключённых, в ней же был представлен список наиболее известных из них: Владимир Кара-Мурза, Олег Орлов, Алексей Горинов, Александра Скачиленко, Дмитрий Иванов, Иоанн Курмояров, Виктория Петрова, Мария Пономаренко, Дмитрий Талантов, Юрий Дмитриев, Лилия Чанышева, Ксения Фадеева, Иван Сафронов и Илья Яшин, журналисты Алсу Курмашева и Эван Гершкович. 
Часть заключённых была освобождена в ходе Обмена заключёнными между Россией и странами Запада в августе 2024 года.

#### Илья Яшин
12 июля 2022 года адвокат Яшина Вадим Прохоров сообщил, что Следственный комитет возбудил уголовное дело против его клиента по подозрению в распространении заведомо ложной информации о российской армии. Сам Яшин в это время находился в СИЗО, где отбывал арест на 15 суток за неповиновение полицейскому. 13 июля 2022 года Басманный суд Москвы арестовал Илью Яшина до 12 сентября 2022 года по подозрению в распространении заведомо недостоверной информации о Вооруженных силах РФ по мотивам политической ненависти. Максимальное наказание — 10 лет лишения свободы.
Дело ведёт Главное следственное управление Следственного комитета России.

#### Дмитрий Иванов
Студент МГУ Дмитрий Иванов оказался под следствием за посты в администрируемом им Telegram-канале «Протестный МГУ» и, по мнению самого Иванова, за предшествующий гражданский активизм. 7 марта 2023 года Тимирязевский районный суд города Москвы признал Дмитрия Иванова виновным в распространении «фейков о вооруженных силах России» и приговорил к 8,5 годам колонии общего режима. В качестве доказательств по делу проходили 12 постов в канале «Протестный МГУ», опубликованные с 4 марта 2022 года по 4 апреля 2022 года. Правозащитный проект «Поддержка политзаключённых. Мемориал» и Amnesty International признали Дмитрия Иванова политическим заключённым.

#### Владимир Кара-Мурза
С начала российского вторжения на Украину в феврале 2022 года Владимир Кара-Мурза является участником Антивоенного комитета России. 11 апреля 2022 года был арестован на 15 суток, 22 апреля вывезен на допрос, после чего Басманный районный суд отправил политика в СИЗО. Предполагают, что поводом для уголовного преследования стало выступление Кара-Мурзы в Палате представителей Аризоны 15 марта про «путинский режим», в котором политик упомянул про «сброс бомб на жилые районы, на больницы и школы» на Украине. 22 апреля 2022 года Минюст России внёс Кара-Мурзу в список физических лиц — «иностранных агентов».
17 апреля 2023 года Московский городской суд приговорил Владимира Кара-Мурзу к 25 годам лишения свободы по обвинению в государственной измене, в распространении клеветы о российской армии и в сотрудничестве с нежелательной организацией.

#### Евгений Ройзман
Евгений Ройзман неоднократно критиковал вторжение России на Украину (2022 г.). Он был оштрафован на 50 тыс. рублей за антивоенное высказывание — он заявил, что «Война с Украиной, страшная, нелепая и бездарная — самая подлая, позорная и несправедливая война в истории России». Впоследствии он добавил: «И на Страшном Суде не откажусь от своих слов».
24 августа 2022 года Евгений Ройзман был задержан на 48 часов по уголовному делу о «дискредитации вооружённых сил РФ» (статья 280.3 УК РФ). Ройзман вину не признал. В доме Ройзмана, его фонде и в его частном музее «Дом Невьянской иконы» прошли обыски. Причиной задержания стало употреблявшееся Евгением словосочетание «вторжение в Украину». По словам председателя общества «Царьград» Константина Малофеева, дело против Ройзмана возбудили по доносу этого общества.
29 августа 2022 года Хельсинкская комиссия призвала Россию снять все обвинения с Евгения Ройзмана.
20 сентября 2022 года Евгений Ройзман обвинил представителей правоохранительных органов в сотрудничестве с криминальными структурами, получающими информацию о его местонахождении и прослушивании телефонных разговоров.
21 сентября 2022 года Ройзман отказался давать показания по делу о дискредитации Вооруженных сил РФ.

#### Игорь Левченко
24 февраля 2022 года Игорь Левченко опубликовал на своей странице Instagram ролик, в котором под звучание написанной им песни No War демонстрируются кадры ракетных ударов российских ракет по Украине, а также ролик, в котором он, укрывшись украинским флагом, говорит о том, что желает смерти Владимиру Путину и российским солдатам, вторгшимся в Украину. 15 марта 2022 года арестован, а 28 июня того же года приговорен Красногорским городским судом Московской области к 3 годам лишения свободы в колонии общего режима по статье 282 ч.2 УК РФ "Возбуждение ненависти и вражды по отношению к социальной группе «российские военнослужащие». В ноябре 2023 года Правозащитный Центр «Мемориал» признал музыканта политическим заключенный. 18 декабря 2024 года Игорь Левченко был освобожден из ИК-6 УФСИН России по Рязанской области, где полностью отбыл назначенное наказание.
В марте 2025 года Росфинмониторинг внес музыканта в список террористов и экстремистов. 

## Украина
Юлия Тимошенко — лидер оппозиции и бывший премьер-министр Украины.
Юрий Луценко — оппозиционный политик и бывший министр внутренних дел Украины.
Василий Муравицкий — оппозиционный журналист, блогер, узник совести.
Сергей Стерненко — украинский общественный и политический деятель, блогер. Освобождён после протестов.

## Беларусь
По состоянию на апрель 2025 года в Беларуси насчитывается более 1200 политзаключённых (по данным «Весны»). Некоторые из них:
- Сергей Тихановский — предприниматель и политический видеоблогер, незарегистрированный кандидат на выборах президента 2020 года.
- Виктор Бабарико — экс-председатель «Белгазпромбанка», выдвигавший свою кандидатуру на пост президента.
- Мария Колесникова — сторонница Виктора Бабарико и Светланы Тихановской, арестованная 7 сентября 2020 года.
- Павел Северинец — один из лидеров партии Белорусская христианская демократия.
- Алесь Беляцкий — политзаключённый[105], правозащитник. Вице-президент FIDH (Международная Федерация Прав Человека, объединяющая 164 правозащитные организации на 5 континентах). Основатель и руководитель правозащитной организации Правозащитный центр «Весна»[106].

Среди освобождённых политзаключённых:
- Екатерина Борисевич — журналист TUT.BY[107][108][109][110][111]. Освобождена в мае 2021.
- Роман Протасевич — журналист, блогер и политический активист, арестованный в результате инцидента с посадкой Boeing 737 в Минске 23 мая 2021 года.
- Валерий Левоневский[112] (арестован в 2004 году и освобождён в 2005 году) — белорусский политический и общественный деятель.

## Туркменистан
Борис Шихмурадов — политзаключённый по делу «25 санджар», осуждён на 25 лет лишения свободы, в тот же день это наказание было заменено на пожизненное заключение. Высока вероятность, что слухи об убийстве его и ещё 17 политических заключённых в конце декабря 2006 года в тюрьме Овадан-Депе, имеют под собой основания. Судьба Шихмурадова до настоящего времени (май 2014) его родственникам достоверно неизвестна.
Овезгельды Атаев — политический заключённый. После кончины президента С. А. Ниязова, в декабре 2006 г., в соответствии с действующей Конституцией вступил в должность исполняющего обязанности Президента Туркменистана. В нарушение президентского и парламентского иммунитета был арестован и насильственно отстранён от власти в рамках государственного переворота, осуществлённого Гурбангулы Бердымухаммедовым. В марте 2014 года было объявлено о его освобождении. Судьба Атаева до настоящего времени (май 2014) его родственникам достоверно неизвестна.
Рахимов Сердар — лидер компартии Туркменистана, арестован в 2002 году вместе с Шизмуродовым в рамках политических репрессий. По слухам входит в число заключённых, убитых в тюрьме Овадан-Депе в конце декабря 2006 года. Судьба его до настоящего времени (май 2014) его родственникам достоверно неизвестна.
Реджепов Акмурад, — 1952 г. р., на момент ареста генерал, начальник службы охраны президента Туркменистана. Репрессирован как политический противник Бердымухаммедова. В июне 2007 г. приговорён к 20 годам лишения свободы по надуманному обвинению. Судьба его до настоящего времени (май 2014) его родственникам достоверно неизвестна.
Мухаметкулы Аймурадов — обвинён в преступлениях против государства и терроризме в 1995 году, позднее к сроку заключения добавлено ещё 18 лет. Содержится в плохих условиях. Возможно, причиной заключения стала его оппозиция власти.

## Китай
По данным американского Конгресса, в Китае на 1 октября 2015 г. содержалось 1327 заключенных по политическим или религиозным мотивам. В это число не входят задержания тибетцев и уйгуров.

## Польша
Пророссийски настроенный политик, журналист и политолог, кандидат наук Матеуш Пискорский, сидящий в тюрьме с 18 мая 2016 года по обвинению в шпионаже. В 2019 году был освобожден из тюрьмы по решению суда. До того никакими международными НГО не был признан политическим заключённым.
Испанский журналист и политолог русского происхождения Павел Рубцов, находящийся в тюрьме с 27 февраля 2022 года. Его обвиняют в шпионаже в пользу России, утверждая, что он использовал свой статус журналиста для сбора информации для российских спецслужб во время путешествия по восточным странам. Павел Рубцов однако также не был признан широким кругом неправительственных организаций политическим заключенным.

## Испания
Рэпер и каталонский политический активист Пабло Хасель с 16 февраля 2021 года отбывает тюремное заключение по обвинению в «оскорблении королевской фамилии» и «прославлении терроризма».

## Обмен политическими заключёнными
Случается, что руководства двух стран взаимно обвиняют друг друга в физическом преследовании политических противников и содержании их под стражей (в тюрьмах или лагерях). В этом случае, возможен обмен политзаключённых, и обменянные заключённые выходят на свободу. Наиболее известным случаем обмена политзаключёнными был обмен
Луиса Корвалана на Владимира Буковского в
декабре 1976

.
5 октября 1986 г., накануне встречи М. Горбачева и Р. Рейгана в Рейкьявике, в обмен на арестованного в США советского разведчика был выслан в США и лишён советского гражданства Юрий Орлов
.
Такие обмены предлагаются и в XXI веке.